# Santo Antônio da Patrulha
Santo Antônio da Patrulha é um município brasileiro do estado do Rio Grande do Sul, pertencente à Região Metropolitana de Porto Alegre.

## Geografia

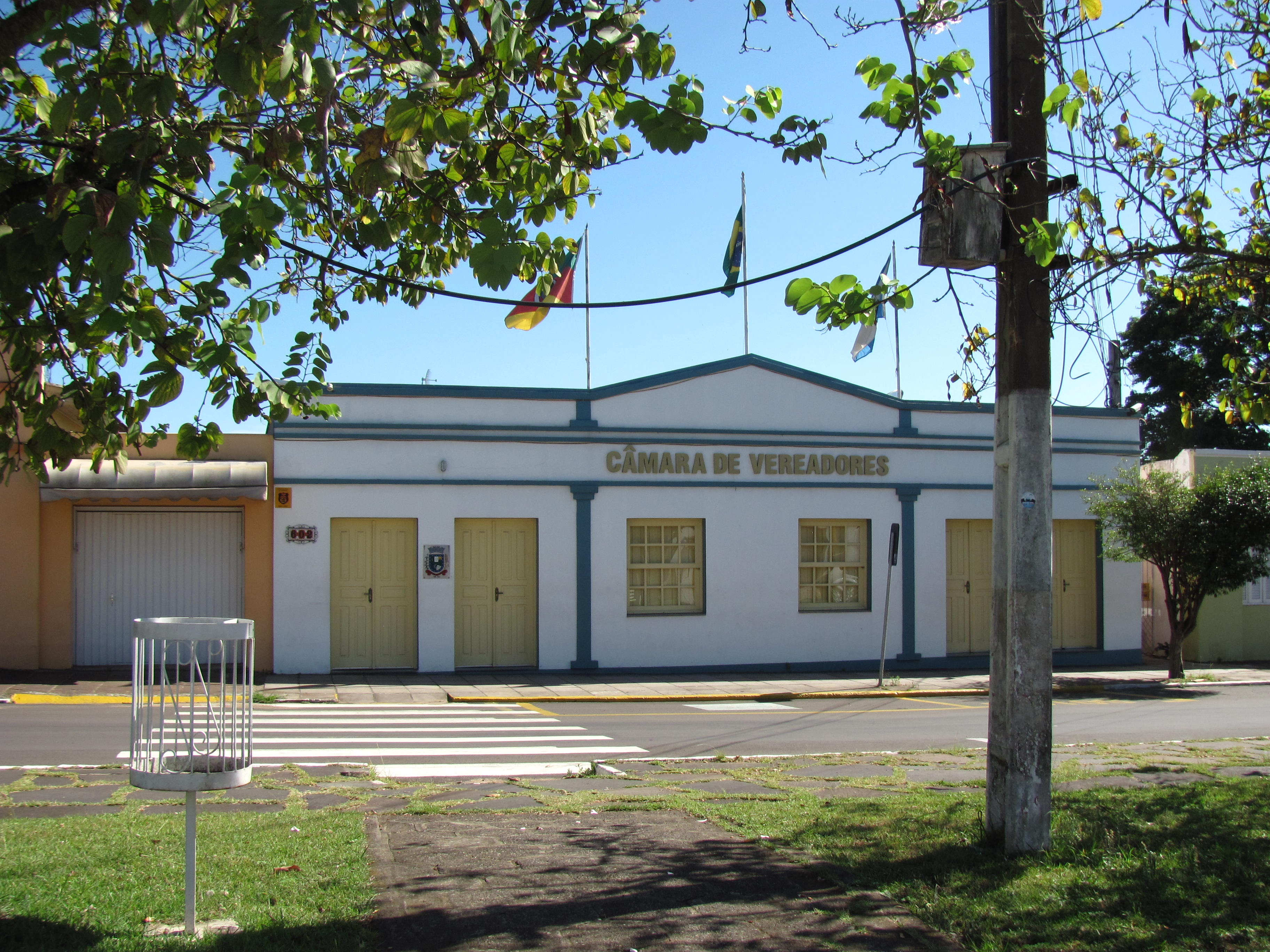
Câmara Municipal de Santo Antônio da Patrulha, órgão legislativo.

Localiza-se a 29º49'03" de latitude sul e 50º31'11" de longitude oeste, a uma altitude de 131 metros. Sua população estimada em 2013 era de 41.579 habitantes, distribuídos em 1069,3 km² de área. 

### Subdivisões
Compõem o município seis distritos: Santo Antônio da Patrulha (sede), Catanduva Grande, Chicolomã, Miraguaia, Evaristo e Pinheirinhos.

## Educação

### Ensino superior
Em 2008, a Universidade Federal do Rio Grande (FURG) instalou um campus no município através do Programa de Apoio a Planos de Reestruturação e Expansão das Universidades Federais (REUNI), oferecendo dois cursos superiores de graduação em Engenharia Agroindustrial.
Em 2010, uma grande área foi doada pela prefeitura para que uma nova sede para a universidade possa ser construída.
Em 2013, a FURG recebeu R$ 10 milhões para ampliação do campus, construção de uma Casa do Estudante, áreas recreativas, laboratórios e oferta de 3 novos cursos: Engenharia da Computação, Engenharia Mecânica e Licenciatura em Ciências Exatas.